# Emily Vontz
Emily Vontz (* 15. Oktober 2000 in Merzig) ist eine deutsche Politikerin (SPD). Sie war von Januar 2023 bis März 2025 Mitglied des Deutschen Bundestages. Sie war in der 20. Legislaturperiode die jüngste Abgeordnete des Deutschen Bundestages.

## Leben
Vontz wuchs in Losheim am See auf. Nach dem Abitur am Hochwald-Gymnasium in Wadern leistete sie einen Freiwilligendienst am Goethe-Institut in Bordeaux, ehe sie 2021 ein Studium der Politikwissenschaft und der französischen Sprache an der Universität Trier begann. Das Studium beendete sie im Winter 2024 mit einem Bachelor-Abschluss. Von Mitte 2020 bis zu ihrem Einzug in den Bundestag arbeitete sie für die SPD-Fraktion im saarländischen Landtag als Werkstudentin.
Vontz ist römisch-katholisch und lebt in Losheim am See.

## Politik
Vontz ist seit 2017 Mitglied der Jusos und seit 2018 Mitglied der SPD. Seit 2017 ist sie Kreisvorsitzende der Jusos im Landkreis Merzig-Wadern. Seit 2019 ist sie Ortsvereinsvorsitzende der SPD in Niederlosheim. Von September 2022 bis Sommer 2023 war sie Vorsitzende des Landesverbandes der Jusos im Saarland, dessen Landesvorstand sie bereits zuvor angehört hatte. Sie ist zudem Mitglied des Ortsrats von Niederlosheim.
Bei der Bundestagswahl 2021 kandidierte Vontz auf Platz 4 der SPD-Landesliste im Saarland, verpasste jedoch zunächst den Einzug in den Bundestag. Am 1. Januar 2023 rückte sie für Heiko Maas in den Bundestag nach. Seitdem war sie die jüngste Abgeordnete im 20. Deutschen Bundestag.
Bei der Bundestagswahl 2025 trat Vontz nicht erneut an, da sie sich auf ihr Studium konzentrieren wollte.